# Agence des ressources naturelles et de l'énergie
L'Agence des ressources naturelles et de l'énergie (資源エネルギー庁, Shigen-enerugī-chō, ANRE) est une agence gouvernementale japonaise. Elle fait partie du ministère de l'Économie, du Commerce et de l'Industrie (METI). Elle est responsable de la politique du Japon en matière d'énergie et de ressources naturelles. Elle fut créée en 1973, le premier choc pétrolier de cette année devenu le premier défi de l'agence. La hausse du prix du mazout et le manque d'approvisionnements locaux ont conduit l'agence à promouvoir le développement indépendant de l'énergie et la diversification des sources d'approvisionnement, en plus du stockage accru des approvisionnements en pétrole. L'agence est un leader parmi les pays asiatiques dans leurs efforts d'économie d'énergie.

## Mission / Affaires administratives
Conformément à l'article 16 de la loi sur l'établissement du ministère de l'Économie, du Commerce et de l'Industrie, l'Agence des ressources naturelles et de l'énergie a pour mission :
(1) d'assurer un approvisionnement stable et efficace en ressources minérales et en énergie ;
(2) de promouvoir la bonne utilisation des ressources minérales et énergétiques ;
(3) La sécurité industrielle est stipulée.
En outre, l'article 4, paragraphe 1 et les articles 48 à 59 de la même loi correspondent généralement aux travaux de l'Agence des ressources naturelles et de l'énergie (cependant, "intégrés aux autres politiques économiques et industrielles" stipulés dans d'autres articles. Il est également chargé du « travail en cours »). L'agence est aussi responsable de l'agrément du Ministre de l’Économie, du Commerce et de l'Industrie dans le domaine de l'énergie. 

## Personnel exécutif
Les cadres de l'Agence des ressources naturelles et de l'énergie sont : 
- Agence des ressources naturelles et de l'énergie : Shin Hosaka
- Directeur adjoint : Ryuichi Yamashita
- Coordinateur en chef de la politique internationale neutre en carbone : Ryo Minami
- Coordinateur en chef de l'énergie et de la politique régionale : Noriaki Ozawa
- Directeur adjoint de l'intervention en cas de catastrophe nucléaire : Keiichi Yumoto
- Déclassement / Eaux contaminées / Eaux traitées - Superviseur des mesures spéciales : Osamu Sudo
- Économie d'énergie - Nouveau responsable de l'énergie : Tadashi Mogi
- Responsable Département Ressources et Carburant : Hiroki Sadamitsu
- Chef de division électricité et gaz : Yasuhiro Matsuyama